# فيانو (جزيرة)
جزيرة فيانو (بالإسبانية: Isla de Villano) جزيرة إسبانية تقع في بحر كانتابريا، هي تابعة لمقاطعة بيسكاي الواقعة في منطقة إقليم الباسك شمال إسبانيا.
تبلغ مساحة جزيرة فيانو 0,018 كم².